# Ny tai lü
Ny tai lü (ᦷᦎᦺᦑᦟᦹᧉᦺᦖᧈ [to˥ tai˥˩lɯ˩ mai˧˥]) är ett skriftsystem för att skriva tai lü som utvecklades under 1950-talet i Kina. Det bygger på tai le som används för att skriva tai nüa. Tanken var att ersätta den äldre skriften lanna med en som var enklare. Införandet av den nya skriften var dock inte så framgångsrik och det är få som kan läsa den.

## Beskrivning
Ny tai lü är uppbyggd som en abugida. Varje konsonant har en medföljande vokal a. För att ändra vokalkvalité används vokaltecken som kan skrivas både före och efter konsonanten (trots att vokalen i fråga alltid uttalas efter konsonanten). I tabellerna nedan markeras konsonantens position med ett streck.

### Vokaler
| Tecken | IPA  | Tecken | IPA   | Tecken | IPA  | Tecken | IPA  | Tecken | IPA  |
| ------ | ---- | ------ | ----- | ------ | ---- | ------ | ---- | ------ | ---- |
| –ᦰ     | [ʔ]  | –ᦱ     | [a:]  | –ᦲ     | [i]  | –ᦳ     | [uʔ] | –ᦴ     | [u]  |
| ᦵ–     | [e]  | ᦶ–     | [ɛ]   | ᦷ–     | [o]  | –ᦸ     | [ɔ]  | –ᦹ     | [ɯ]  |
| ᦺ–     | [aⁱ] | –ᦻ     | [a:ⁱ] | –ᦼ     | [uⁱ] | –ᦽ     | [oⁱ] | –ᦾ     | [ɔⁱ] |
| –ᦿ     | [ɯⁱ] | –ᧀ     | [ǝⁱ]  |        |      |        |      |        |      |

| Kort vokal | IPA  | Lång vokal | IPA  | Diftong med i | IPA   |
| ---------- | ---- | ---------- | ---- | ------------- | ----- |
| †          | [a]  |            |      | ᦺ–            | [aⁱ]  |
|            |      | –ᦱ         | [a:] | –ᦻ            | [a:ⁱ] |
| –ᦲᦰ        | [iʔ] | –ᦲ         | [i]  |               |       |
| ᦵ–ᦰ        | [eʔ] | ᦵ–         | [e]  |               |       |
| ᦶ–ᦰ        | [ɛʔ] | ᦶ–         | [ɛ]  |               |       |
| –ᦳ         | [uʔ] | –ᦴ         | [u]  | –ᦼ            | [uⁱ]  |
| ᦷ–ᦰ        | [oʔ] | ᦷ–         | [o]  | –ᦽ            | [oⁱ]  |
| –ᦸᦰ        | [ɔʔ] | –ᦸ         | [ɔ]  | –ᦾ            | [ɔⁱ]  |
| –ᦹ         | [ɯʔ] | –ᦹ         | [ɯ]  | –ᦿ            | [ɯⁱ]  |
| ᦵ–ᦲ ᦰ      | [ǝʔ] | ᦵ–ᦲ        | [ǝ]  | –ᧀ            | [ǝⁱ]  |

† Medföljande vokal så inget vokaltecken behövs.

### Konsonanter
Varje konsonant finns i två varianter – en "hög" och en "låg". Genom att kombineras dessa med de två tonmarkörerna är det möjligt att uttrycka tai lüs sex olika ordtoner i skrift.
Det finns också tecken för ett antal stavelsefinala konsonanter samt två tonmarkörer. 

#### Initiala konsonanter
| Hög ton | Låg ton | IPA  | Hög ton | Låg ton | IPA  | Hög ton | Låg ton | IPA | Hög ton | Låg ton | IPA  | Hög ton | Låg ton | IPA  |
| ------- | ------- | ---- | ------- | ------- | ---- | ------- | ------- | --- | ------- | ------- | ---- | ------- | ------- | ---- |
| ᦀ       | ᦁ       | [ʔ]  | ᦂ       | ᦅ       | [k]  | ᦃ       | ᦆ       | [x] | ᦄ       | ᦇ       | [ŋ]  | ᦈ       | ᦋ       | [ts] |
| ᦉ       | ᦌ       | [s]  | ᦊ       | ᦍ       | [j]  | ᦎ       | ᦑ       | [t] | ᦏ       | ᦒ       | [tʰ] | ᦐ       | ᦓ       | [n]  |
| ᦔ       | ᦗ       | [p]  | ᦕ       | ᦘ       | [pʰ] | ᦖ       | ᦙ       | [m] | ᦚ       | ᦝ       | [f]  | ᦛ       | ᦞ       | [w]  |
| ᦜ       | ᦟ       | [l]  | ᦠ       | ᦣ       | [h]  | ᦡ       | ᦤ       | [d] | ᦢ       | ᦥ       | [b]  | ᦦ       | ᦨ       | [kᵂ] |
| ᦧ       | ᦩ       | [xᵂ] |         |         |      |         |         |     |         |         |      |         |         |      |

#### Finala konsonanter
| Tecken | IPA | Tecken | IPA  | Tecken | IPA | Tecken | IPA |
| ------ | --- | ------ | ---- | ------ | --- | ------ | --- |
| ᧁ      | [v] | ᧂ      | [ng] | ᧃ      | [n] | ᧄ      | [m] |
| ᧅ      | [k] | ᧆ      | [d]  | ᧇ      | [b] |        |     |

### Toner
|         | Tecken | IPA    | Tecken | IPA    | Tecken | IPA    |
| ------- | ------ | ------ | ------ | ------ | ------ | ------ |
| Hög ton | ᦂ      | [ka˥˥] | ᦂᧈ     | [ka˧˥] | ᦂᧉ     | [ka˩˧] |
| Låg ton | ᦅ      | [ka˥˩] | ᦅᧈ     | [ka˧˧] | ᦅᧉ     | [ka˩˩] |

## Referens
- Wang Jun, red, Zhuang-Dong yuzu yuyan jianzhi (Beijing: Minzu chubanshe: Xinhua shudian faxing, 1984).